# Joseph Kittinger

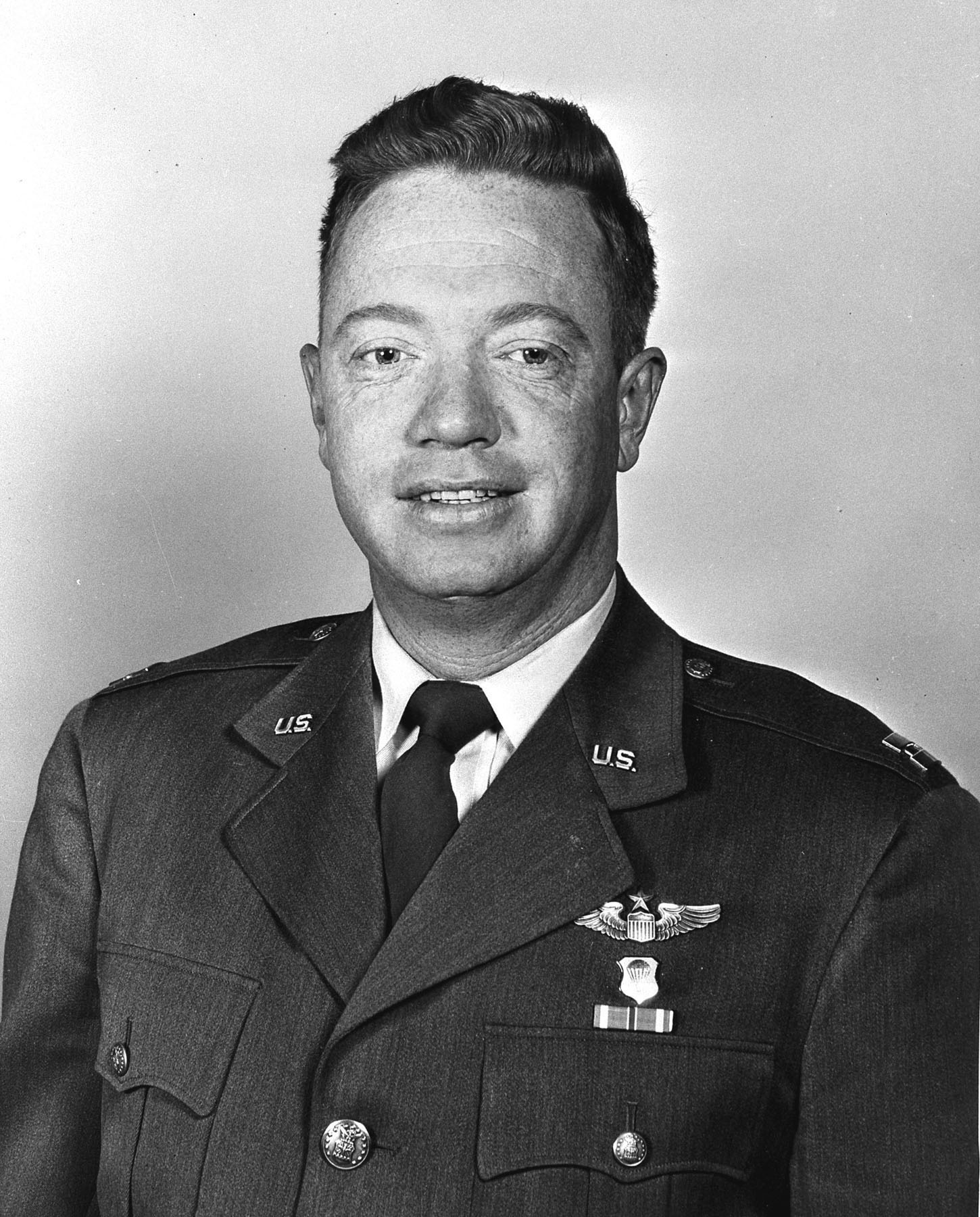
Joseph Kittinger

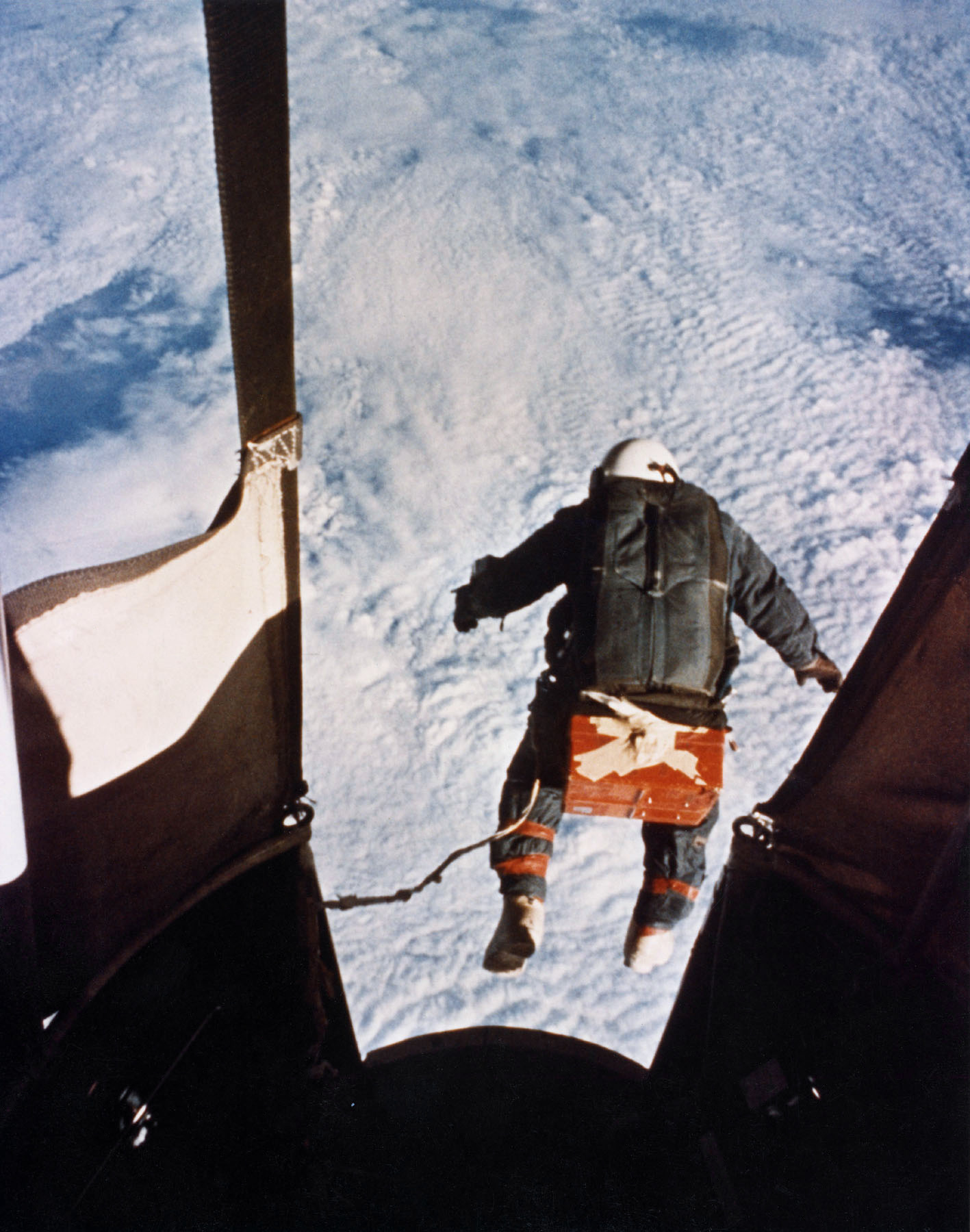
Kittinger beim Weltrekord-Fallschirmsprung aus der offenen Ballongondel

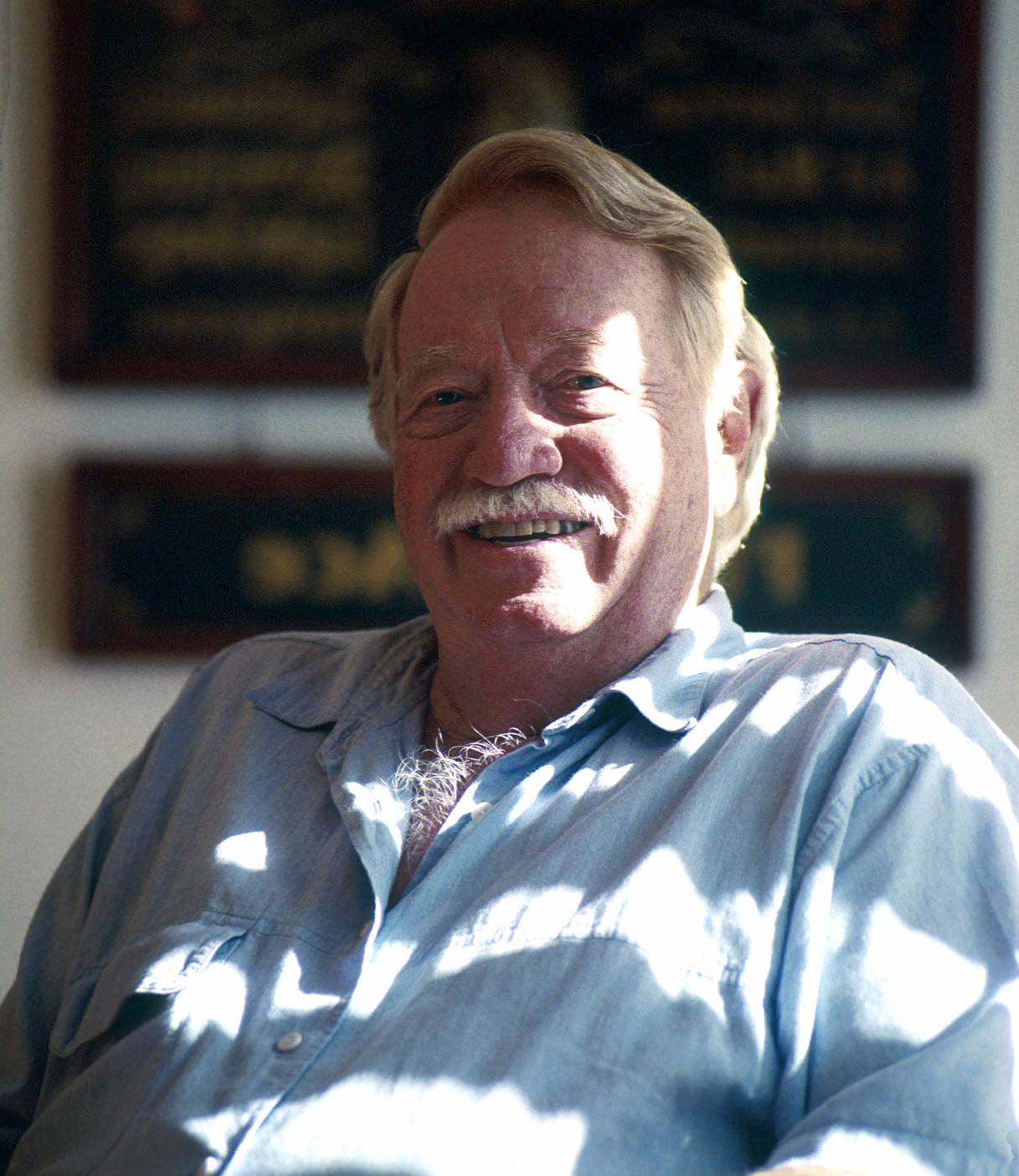
Joseph Kittinger (1999)

Joseph William „Joe“ Kittinger (* 27. Juli 1928 in Tampa, Florida; † 9. Dezember 2022 in Orlando, Florida) war ein US-amerikanischer Pilot. Er hat als Angehöriger der US Air Force (USAF) mehrere Luftfahrt-Weltrekorde aufgestellt.

## Leben
Kittinger trat im März 1949 in die US Air Force ein und erhielt eine Pilotenausbildung. Im Anschluss wurde er zur Ramstein Air Base nach Deutschland versetzt und flog als Pilot der 86th Fighter Bomber Squadron Kampfflugzeuge des Typs F-84 Thunderjet und F-86 Sabre. 1954 wurde er zum Air Force Missile Development Center (AFMDC) auf der Holloman Air Force Base versetzt.
Ende der 1950er Jahre nahm der Testpilot an medizinischen Experimenten der Air Force teil. Bemannte Raumfahrt gab es noch nicht, aber Flugzeuge stießen immer häufiger in Höhen jenseits von 20.000 Meter vor. Man wollte daher wissen, welche Auswirkungen die große Höhe auf den menschlichen Körper hat, beispielsweise ob die kosmische Strahlung den Piloten oder auch den Raumfahrer bei längerem Aufenthalt schädigen kann. So beteiligte er sich 1957 am Projekt Manhigh mit Aufstiegen von Heliumballonen bis auf rund 30 Kilometer Höhe.
Ab 1959 nahm er am Projekt Excelsior teil, bei welchem ein Fallschirmsystem für den Notausstieg in großen Höhen entwickelt wurde, wieder mit Gasballonen. Bei seinem letzten Stratosphärensprung im Rahmen von Projekt Excelsior am 16. August 1960 aus einer Höhe von 31.333 Metern stellte er mit seinem 33. Fallschirmsprung vier Weltrekorde auf. Dies waren die Rekorde für die höchste Ballonfahrt mit offener Gondel, die höchste Geschwindigkeit eines Menschen ohne besondere Schutzhülle, den längsten Fallschirmsprung und den längsten freien Fall. Letztgenannter wurde am 1. November 1962 von Jewgeni Nikolajewitsch Andrejew übertroffen. Der Rekord für den höchsten Fallschirmabsprung wurde 2012 von Felix Baumgartner gebrochen. Die Mission war nicht öffentlich, da sie als Vorstufe zum US-amerikanischen Raumfahrtprogramm durchgeführt wurde, in deren Rahmen entsprechende wissenschaftliche Erkenntnisse gewonnen werden sollten. Nur ein Reporter des National Geographic war dabei. Es sollte u. a. der Beweis erbracht werden, dass die Möglichkeit besteht, sich aus mehr als 30 Kilometer Höhe retten zu können. Entsprechend wurde Kittinger am Boden lediglich von seinem Team sowie einem einzigen Reporter von National Geographic empfangen. Die Redaktion von National Geographic stellte der Air Force eine Kamera zur Verfügung, die Kittinger während des Sprungs bei sich führte. Obwohl es Probleme mit Funk und Wetter gab und bei einem Handschuh Undichtigkeiten auftraten, so dass Kittingers Hand auf die doppelte Größe anschwoll, konnte der Sprung erfolgreich abgewickelt werden.
In den anschließenden Jahren unternahm er weitere Ballonfahrten für die Air Force und war als Kampfflieger im Vietnamkrieg eingesetzt. In Vietnam flog er zunächst den leichten Bomber A-26 Invader und später beim 555th Fighter Squadron den Abfangjäger und Jagdbomber F-4 Phantom II. Bei seinem dritten Vietnameinsatz mit einer F-4D Phantom II wurde er zusammen mit seinem Waffensystemoffizier 1st Lieutenant William J. Reich am 11. Mai 1972 bei Thái Nguyên in Nordvietnam von einer MiG-21 Fishbed abgeschossen und geriet in Kriegsgefangenschaft im berüchtigten Lager „Hanoi Hilton“. Am 28. März 1973 wurde er aus der Gefangenschaft freigelassen. 1978 schied er mit dem Dienstgrad Oberst (englisch Colonel) aus dem Militärdienst aus und arbeitete danach beim US-Raumfahrt- und Rüstungskonzern Martin Marietta in Orlando, Florida.
Im September 1984 gelang es Kittinger als Erstem, den Atlantik alleine in einem Gasballon zu überqueren. Von Caribou im US-Bundesstaat Maine flog er 5.703 km und landete am 18. September 1984 in Cairo Montenotte in Norditalien.
Seit etwa 2009 war er Mentor und Berater des österreichischen Base-Jumpers und Extremsportlers Felix Baumgartner beim Projekt Red Bull Stratos. Bei Baumgartners Fallschirmsprung am 14. Oktober 2012 aus circa 39 km Höhe wurden Rekorde von Joe Kittinger gebrochen, darunter die größte im freien Fall erreichte Geschwindigkeit und der höchste Absprung. Kittinger hielt während des mehrstündigen Aufstiegs der Kapsel den Sprechfunkkontakt zu Felix Baumgartner. Nach Baumgartners Sprung begab sich Kittinger zusammen mit Baumgartner auf eine weltweite Tournee von Pressekonferenzen und Talkshow-Auftritten.
Joseph Kittinger lebte in Florida, wo er im Dezember 2022 im Alter von 94 Jahren starb.

## Auszeichnungen
- Silver Star (2)
- Legion of Merit (2)
- Distinguished Flying Cross (6)
- Bronze Star (3)
- Purple Heart (2)
- Meritorious Service Medal
- Air Medal (24)
- Prisoner of War Medal

## Zitat
„Über mir ist ein feindseliger Himmel. Der Mensch mag im All leben, aber er wird es nie erobern.“